# Ranunculus serpens
Ranunculus serpens là một loài thực vật có hoa trong họ Mao lương. Loài này được Schrank miêu tả khoa học đầu tiên năm 1789.